# Jama nad Zasten
Jama nad Zasten este o arie protejată (sit de importanță comunitară — SCI) din Croația întinsă pe o suprafață de 0,78 ha, integral pe uscat.

## Localizare
Centrul sitului Jama nad Zasten este situat la coordonatele 45°25′59″N 14°09′40″E / 45.432939°N 14.161076°E.

## Înființare
Situl Jama nad Zasten a fost declarat sit de importanță comunitară în iulie 2013 pentru a proteja 1 specie de animale.

## Biodiversitate
Situată în ecoregiunea mediteraneană, aria protejată conține 1 habitat natural: Peșteri inaccesibile publicului.
La baza desemnării sitului se află o specie protejată de  nevertebrate: Leptodirus hochenwartii.